# نادي راسينغ
نادي راسينغ أفيانيدا (بالإسبانية: Racing Club de Avellaneda)‏ نادي كرة قدم أرجنتيني يلعب في دوري الدرجة الممتازة . تأسس النادي في سنة 1903 .

## أعلام
- سانتياغو روزاليس

## وصلات خارجية
- Official website (بالإسبانية)
- Racing blog (بالإسبانية)
- Solo Racing (بالإسبانية)
- La Comu de Racing (بالإسبانية)